# 積志站

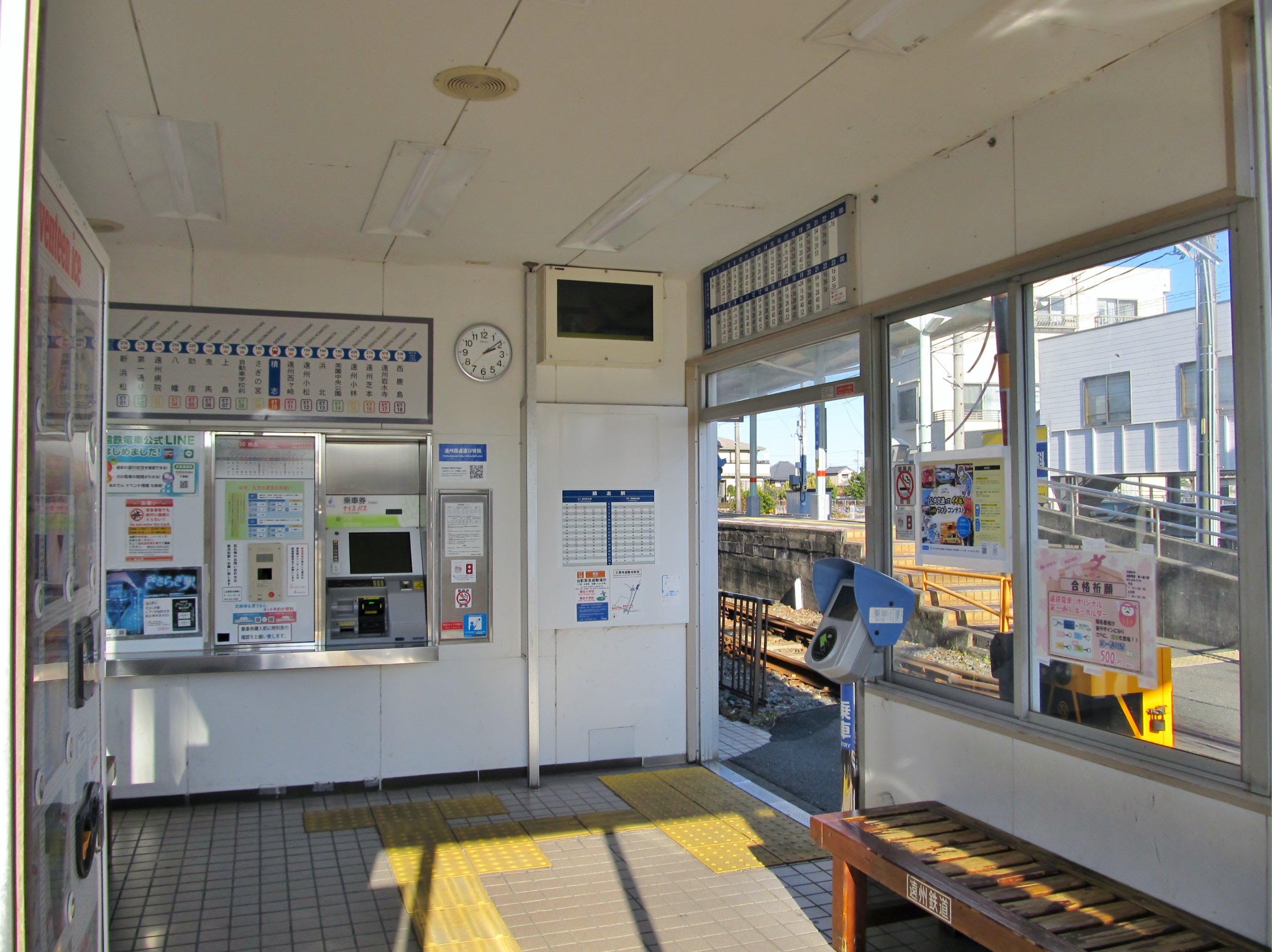
驗票口（2025年1月）

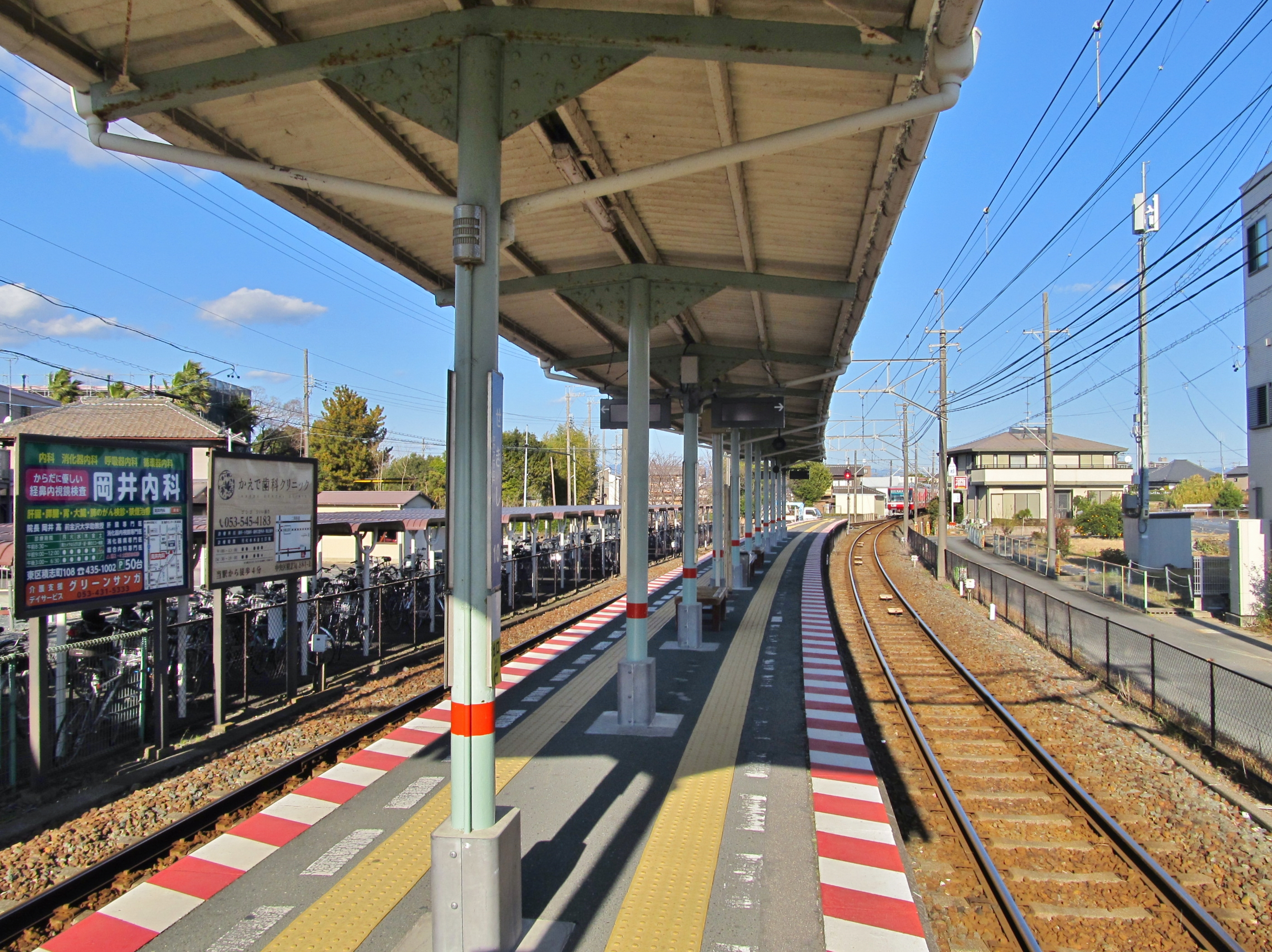
月台（2025年1月）

積志站（日语：／ Sekishi eki */?）是位於靜岡縣濱松市中央區，屬於遠州鐵道的鐵道線車站。車站編號為10。

## 歷史

### 站名的由來
由於本站在啟用時位於當時的濱名郡積志村大字上大瀨，因此暫定站名為大瀨站或上大瀨站。但是設置車站時，提供土地給鐵路公司的地主希望名為松木站，因而得名。後來於1955年，隨著積志村編入至濱松市後，成為濱松市積志町，而站名也改為現在的積志站。「積志」此一地名是全國少有取自當地企業的地名。在1875年，當地成立了促進該地區教育和工業學術的組織「積志講社（積志銀行）」。

### 年表
- 1909年12月6日 - 松木站啟用。
- 1923年4月1日 - 車站改名為遠州松木站。
- 1962年6月11日 - 車站改名為積志駅。
- 1974年9月 - 成為無人車站。

## 車站構造
此站是地面車站，設有1面2線的島式月台。此站是整日無人車站，車站西北方設有單車停泊場（可容納292架）。
此站除了早上和深夜部分時段外均有列車交會。由於此站設有站內平交道，上行新濱松方向列車會使用西邊月台，下行西鹿島方向列車會快用東邊月台。與此路線上一般列車交會站的月台使用相反。

### 月台
| 月台      | 路線            | 上下行 | 方向             | 備註                                  |
| --------- | --------------- | ------ | ---------------- | ------------------------------------- |
| 1（東邊） | ■遠州鐵道鐵道線 | 下行   | 濱北、西鹿島方向 | 早上和深夜時，上下行列車均使用1號月台 |
| 2（西邊） | ■遠州鐵道鐵道線 | 上行   | 曳馬、新濱松方向 | 早上和深夜時，上下行列車均使用1號月台 |

## 使用狀況
在2018年度（平成30年度）的總乘車人次為344,743人（18座車站中排名第15），下車人次為337,561人（18座車站中排名第15）。此站的乘客主要來自附近的上學，上班的人士。
以下為不同年度的乘車人次和下車人次：
| 一年總間乘車人次和下車人次彎化 | 一年總間乘車人次和下車人次彎化 | 一年總間乘車人次和下車人次彎化 | 一年總間乘車人次和下車人次彎化 |
| 年度                           | 遠州鐵道                       | 遠州鐵道                       | 參考資料、備註                 |
| 年度                           | 乘車人次                       | 下車人次                       | 參考資料、備註                 |
| ------------------------------ | ------------------------------ | ------------------------------ | ------------------------------ |
| 1980年度（昭和55年度）         | 294,883 人                     | 305,952 人                     | [ 2 ]                          |
| 1981年度（昭和56年度）         | 289,475 人                     | 305,200 人                     | [ 3 ]                          |
| 1982年度（昭和57年度）         | 278,056 人                     | 293,476 人                     | [ 4 ]                          |
| 1983年度（昭和58年度）         | 274,149 人                     | 285,606 人                     | [ 5 ]                          |
| 1984年度（昭和59年度）         | 269,369 人                     | 283,321 人                     | [ 6 ]                          |
| 1985年度（昭和60年度）         | 270,983 人                     | 285,372 人                     | [ 7 ]                          |
| 1986年度（昭和61年度）         | 276,547 人                     | 293,231 人                     | [ 8 ]                          |
| 1987年度（昭和62年度）         | 283,528 人                     | 299,821 人                     | [ 9 ]                          |
| 1988年度（昭和63年度）         | 303,850 人                     | 312,269 人                     | [ 10 ]                         |
| 1989年度（平成元年度）         | 312,410 人                     | 320,059 人                     | [ 11 ]                         |
| 1990年度（平成2年度）          | 324,947 人                     | 331,631 人                     | [ 12 ]                         |
| 1991年度（平成3年度）          | 360,512 人                     | 362,385 人                     | [ 13 ]                         |
| 1992年度（平成4年度）          | 367,296 人                     | 369,156 人                     | [ 14 ]                         |
| 1993年度（平成5年度）          | 361,342 人                     | 358,567 人                     | [ 15 ]                         |
| 1994年度（平成6年度）          | 370,099 人                     | 366,139 人                     | [ 16 ]                         |
| 1995年度（平成7年度）          | 353,103 人                     | 351,028 人                     | [ 17 ]                         |
| 1996年度（平成8年度）          | 340,597 人                     | 336,434 人                     | [ 18 ]                         |
| 1997年度（平成9年度）          | 343,052 人                     | 340,726 人                     | [ 19 ]                         |
| 1998年度（平成10年度）         | 337,655 人                     | 328,327 人                     | [ 20 ]                         |
| 1999年度（平成11年度）         | 324,552 人                     | 318,869 人                     | [ 21 ]                         |
| 2000年度（平成12年度）         | 332,355 人                     | 327,243 人                     | [ 22 ]                         |
| 2001年度（平成13年度）         | 335,348 人                     | 331,470 人                     | [ 23 ]                         |
| 2002年度（平成14年度）         | 320,131 人                     | 316,766 人                     | [ 24 ]                         |
| 2003年度（平成15年度）         | 328,524 人                     | 327,289 人                     | [ 25 ]                         |
| 2004年度（平成16年度）         | 330,450 人                     | 333,164 人                     | [ 26 ]                         |
| 2005年度（平成17年度）         | 324,768 人                     | 318,363 人                     | [ 27 ]                         |
| 2006年度（平成18年度）         | 329,769 人                     | 320,502 人                     | [ 28 ]                         |
| 2007年度（平成19年度）         | 324,258 人                     | 312,985 人                     | [ 29 ]                         |
| 2008年度（平成20年度）         | 322,483 人                     | 312,839 人                     | [ 30 ]                         |
| 2009年度（平成21年度）         | 316,029 人                     | 304,100 人                     | [ 31 ]                         |
| 2010年度（平成22年度）         | 305,842 人                     | 295,818 人                     | [ 32 ]                         |
| 2011年度（平成23年度）         | 303,684 人                     | 295,703 人                     | [ 33 ]                         |
| 2012年度（平成24年度）         | 311,369 人                     | 301,679 人                     | [ 34 ]                         |
| 2013年度（平成25年度）         | 313,747 人                     | 301,222 人                     | [ 35 ]                         |
| 2014年度（平成26年度）         | 314,091 人                     | 304,098 人                     | [ 36 ]                         |
| 2015年度（平成27年度）         | 319,613 人                     | 308,969 人                     | [ 37 ]                         |
| 2016年度（平成28年度）         | 321,905 人                     | 313,560 人                     | [ 38 ]                         |
| 2017年度（平成29年度）         | 331,036 人                     | 322,048 人                     | [ 39 ]                         |
| 2018年度（平成30年度）         | 344,743 人                     | 337,561 人                     | [ 1 ]                          |

## 車站周邊
- 溫州濱松農業協同組合（日语：とぴあ浜松農業協同組合）積志分店（鄰接車站西邊)
- 濱松市積志協動中心
- 濱松市立積志圖書館
- 濱松市立積志小學
- 濱松市立積志中學（日语：浜松市立積志中学校）
- 濱松日體中學·高等學校（日语：浜松日体中学校・高等学校）（步行30分鐘）
- 濱松醫科大學（步行25分鐘）

## 巴士路線
- Kitazou （页面存档备份，存于） （積志站東巴士站）- 濱松北醫院穿梭巴士。 ※只限濱松北醫院使用者才可乘車。

## 相鄰車站
遠州鐵道
■鐵道線
鷺之宮（09）－積志（10）－遠州西崎（11）

## 注腳
1. 1 2  《靜岡縣統計年鑑 平成30年》 運輸・通信 鉄道運輸状況 （页面存档备份，存于）（日語）
2. ↑  《靜岡縣統計年鑑 昭和55年》 NDL 82024736 pp. 287-289
3. ↑  《靜岡縣統計年鑑 昭和56年》 NDL 83020918 pp. 287-289
4. ↑  《靜岡縣統計年鑑 昭和57年》 NDL 84021214 pp. 279-281
5. ↑  《靜岡縣統計年鑑 昭和58年》 NDL 85042552 pp. 279-281
6. ↑  《靜岡縣統計年鑑 昭和59年》 書誌情報 （页面存档备份，存于） pp. 279-281
7. ↑  《靜岡縣統計年鑑 昭和60年》 運輸・通信 私鉄運輸状況 （页面存档备份，存于）（日語）
8. ↑  《靜岡縣統計年鑑 昭和61年》 運輸・通信 私鉄運輸状況 （页面存档备份，存于）（日語）
9. ↑  《靜岡縣統計年鑑 昭和62年》 運輸・通信 鉄道運輸状況 （页面存档备份，存于）（日語）
10. ↑  《靜岡縣統計年鑑 昭和63年》 運輸・通信 鉄道運輸状況 （页面存档备份，存于）（日語）
11. ↑  《靜岡縣統計年鑑 平成元年》 運輸・通信 鉄道運輸状況 （页面存档备份，存于）（日語）
12. ↑  《靜岡縣統計年鑑 平成2年》 運輸・通信 鉄道運輸状況 （页面存档备份，存于）（日語）
13. ↑  《靜岡縣統計年鑑 平成3年》 運輸・通信 鉄道運輸状況 （页面存档备份，存于）（日語）
14. ↑  《靜岡縣統計年鑑 平成4年》 運輸・通信 鉄道運輸状況 （页面存档备份，存于）（日語）
15. ↑  《靜岡縣統計年鑑 平成5年》 運輸・通信 鉄道運輸状況 （页面存档备份，存于）（日語）
16. ↑  《靜岡縣統計年鑑 平成6年》 運輸・通信 鉄道運輸状況 （页面存档备份，存于）（日語）
17. ↑  《靜岡縣統計年鑑 平成7年》 運輸・通信 鉄道運輸状況 （页面存档备份，存于）（日語）
18. ↑  《靜岡縣統計年鑑 平成8年》 運輸・通信 鉄道運輸状況 （页面存档备份，存于）（日語）
19. ↑  《靜岡縣統計年鑑 平成9年》 運輸・通信 鉄道運輸状況 （页面存档备份，存于）（日語）
20. ↑  《靜岡縣統計年鑑 平成10年》 運輸・通信 鉄道運輸状況 （页面存档备份，存于）（日語）
21. ↑  《靜岡縣統計年鑑 平成11年》 運輸・通信 鉄道運輸状況 （页面存档备份，存于）（日語）
22. ↑  《靜岡縣統計年鑑 平成12年》 運輸・通信 鉄道運輸状況 （页面存档备份，存于）（日語）
23. ↑  《靜岡縣統計年鑑 平成13年》 運輸・通信 鉄道運輸状況 （页面存档备份，存于）（日語）
24. ↑  《靜岡縣統計年鑑 平成14年》 運輸・通信 鉄道運輸状況 （页面存档备份，存于）（日語）
25. ↑  《靜岡縣統計年鑑 平成15年》 運輸・通信 鉄道運輸状況 （页面存档备份，存于）（日語）
26. ↑  《靜岡縣統計年鑑 平成16年》 運輸・通信 鉄道運輸状況 （页面存档备份，存于）（日語）
27. ↑  《靜岡縣統計年鑑 平成17年》 運輸・通信 鉄道運輸状況 （页面存档备份，存于）（日語）
28. ↑  《靜岡縣統計年鑑 平成18年》 運輸・通信 鉄道運輸状況 （页面存档备份，存于）（日語）
29. ↑  《靜岡縣統計年鑑 平成19年》 運輸・通信 鉄道運輸状況 （页面存档备份，存于）（日語）
30. ↑  《靜岡縣統計年鑑 平成20年》 運輸・通信 鉄道運輸状況 （页面存档备份，存于）（日語）
31. ↑  《靜岡縣統計年鑑 平成21年》 運輸・通信 鉄道運輸状況 （页面存档备份，存于）（日語）
32. ↑  《靜岡縣統計年鑑 平成22年》 運輸・通信 鉄道運輸状況 （页面存档备份，存于）（日語）
33. ↑  《靜岡縣統計年鑑 平成23年》 運輸・通信 鉄道運輸状況 （页面存档备份，存于）（日語）
34. ↑  《靜岡縣統計年鑑 平成24年》 運輸・通信 鉄道運輸状況 （页面存档备份，存于）（日語）
35. ↑  《靜岡縣統計年鑑 平成25年》 運輸・通信 鉄道運輸状況 （页面存档备份，存于）（日語）
36. ↑  《靜岡縣統計年鑑 平成26年》 運輸・通信 鉄道運輸状況 （页面存档备份，存于）（日語）
37. ↑  《靜岡縣統計年鑑 平成27年》 運輸・通信 鉄道運輸状況 （页面存档备份，存于）（日語）
38. ↑  《靜岡縣統計年鑑 平成28年》 運輸・通信 鉄道運輸状況 （页面存档备份，存于）（日語）
39. ↑  《靜岡縣統計年鑑 平成29年》 運輸・通信 鉄道運輸状況 （页面存档备份，存于）（日語）

## 外部連結
- 積志站（遠鐵電車各站資訊） （页面存档备份，存于）（日語）